# Unión del Pueblo Melillense
Unión del Pueblo Melillense (UPM) fue un partido político español de ámbito melillense. Fue fundado en 1985 y desapareció en 2003 al integrarse en el Partido Popular.

## Historia
Unión del Pueblo Melillense apareció a finales de 1985, en medio de las polémicas que acompañaron el acceso a la nacionalidad española a los melillenses musulmanes de origen rifeño que vivían en la ciudad. Y en donde mostraron una auténtica oposición a los musulmanes de Melilla llegando a tener posturas conservadoras. UPM se oponía a la concesión de la nacionalidad a los musulmanes melillenses. Integraron el partido antiguos militantes de la Unión de Centro Democrático (UCD) y fueron sus primeros dirigentes Juan José Imbroda y Ana Rodríguez, que en aquel momento eran concejales del ayuntamiento melillense. Tras la constitución del partido, éste disponía de cinco concejales en el consistorio melillense.
Las primeras elecciones a las que se presentó fueron las municipales de 1987. Aspiraba a atraerse al electorado que había apoyado a Coalición Popular en las anteriores elecciones generales: un electorado de origen peninsular que se había radicalizado con motivo de las movilizaciones de los musulmanes melillenses, acentuando sus posturas españolistas. En ellas obtuvo tres concejales, un mal resultado (perdió dos concejales) que llevaron a Imbroda a dimitir como presidente del partido. En las siguientes elecciones locales, las de 1991, UPM pactó que sus candidatos se formaran parte, como independientes, de las listas del Partido Popular, con el popular Ignacio Velázquez como candidato a alcalde.
Por vez primera tras 1979, el candidato popular sobrepasó al socialista, obteniendo 12 concejales por 11 del PSOE. UPM obtuvo dos concejales dentro de las listas populares. El PP pactó con el Partido Nacionalista de Melilla (PNM), el cual, con dos concejales, era el árbitro de la situación, con lo que Velázquez se convirtió en alcalde. Los dos concejales de UPM se integraron en el equipo municipal. Sin embargo, a principios de 1992, el pacto entre PP y PNM se rompió, quedando el equipo municipal en minoría. En mayo de ese año, socialistas y PNM presentaron una moción de censura para cuya votación Velázquez convocó por sorpresa un pleno.
En el año 2003 cuando UPM cumple 18 años, la dirección del partido decide disolverse e integrarse en el Partido Popular de Melilla. 

## Resultados electorales

### Elecciones municipales
Resultados globales
| Elecciones                                | Votos | %     | Concejales | Referencias |
| ----------------------------------------- | ----- | ----- | ---------- | ----------- |
| Elecciones municipales de Melilla de 1987 | 2 622 | 14,06 | 3          | [ 10 ]      |

### Elecciones autonómicas
| Elecciones                                    | Votos       | %                     | Diputado(s) | Diferencia | Gobierno              | Referencias |
| --------------------------------------------- | ----------- | --------------------- | ----------- | ---------- | --------------------- | ----------- |
| Elecciones a la Asamblea de Melilla de 1995   | 2 605 (#4)  | 9,90                  | 2/25        |            | Oposición             | [ 11 ]      |
| Elecciones a la Asamblea de Melilla de 1999   | 3 258 (#4)  | 11,41                 | 3/25        | 1          | Oposición (1999-2000) | [ 12 ]      |
| Elecciones a la Asamblea de Melilla de 1999   | 3 258 (#4)  | Coalición (2000-2003) | 3/25        | 1          |                       | [ 12 ]      |
| Elecciones a la Asamblea de Melilla de 2003 a | 15 440 (#1) | 55,62                 | 15/25       | 7          | Coalición             | [ 13 ]      |

a Unión del Pueblo Melillense se presentó en coalición con el Partido Popular

### Elecciones al Parlamento Europeo
| Elecciones                                 | Votos (en toda España) | Votos (en Melilla) | % (en toda España) | % (en Melilla) | Diputado(s) | Referencias |
| ------------------------------------------ | ---------------------- | ------------------ | ------------------ | -------------- | ----------- | ----------- |
| Elecciones al Parlamento Europeo de 1989 a | 151 835                | 703                | 0,96               | 5,69           | 0           | [ 14 ]      |

a 
Unión del Pueblo Melillense formaba parte de la candidatura de la Federación de Partidos Regionales.